# 品質管理
品質管理（quality management）是確保組織、產品或服務品质与一致性的方法和实践。 它有四個主要組成部分：品質計劃、品質保證、品質控制和品質改進。 品質管理不僅關注產品和服務品質，還關注實現它的方法。 因此，品質管理使用過程和產品的品質保證和控制來實現更一致的品質。 客戶想要什麼並願意為此付出什麼決定了品質。 它是對市場上已知或未知消費者的書面或非書面承諾。 因此，品質可以定義為適用於預期用途，換言之，產品執行其預期功能的程度。